# Maciej Gładysz

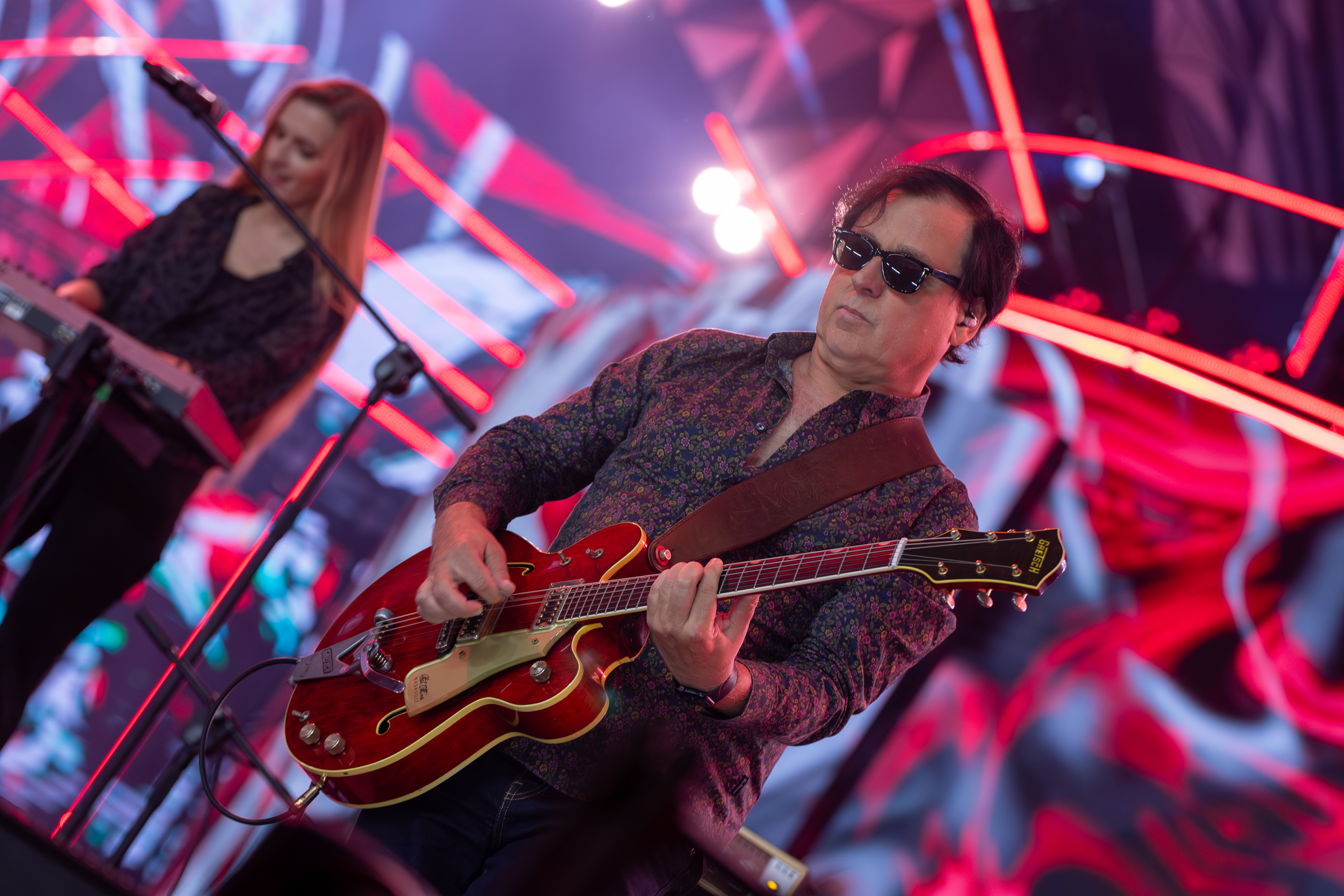
Maciej Gładysz (2024)

Maciej Gładysz (ur. 27 kwietnia 1969 w Garwolinie) – polski gitarzysta rockowy, najbardziej znany z występów w zespołach Human oraz Wilki.

## Życiorys
Od 12 roku życia uczył się samodzielnie gry na gitarze. Pierwszą gitarę dostał od ojca. Była to „zwykła pudłówka”. Także ojciec uczył go pierwszych podstawowych chwytów, gdyż sam był gitarzystą. Drugą gitarą była gitara Defil Kosmos.
Swój pierwszy zespół Black Power założył z perkusistą Krzysztofem Patockim. Wtedy to właśnie dostał kopię Stratocastera firmy Winner. Kolejną jego gitarą była gitara Kramer. Podczas koncertu z grupą Syndia w Tadżykistanie została ona sprzedana za 700 dolarów (czyli dwa razy więcej niż w ogóle była warta). Następną gitarą był Ibanez RG 570 model Paula Gilberta. To na tej gitarze Gładysz zrobił największe postępy i nagrał płytę z Syndią.
W 1991/1992 był gitarzystą w obiecującym wtedy zespole Tamerlane, wraz z którym nagrał płytę 14th Century Soul. Z tej płyty pochodzi jego pierwszy instrumentalny utwór „Betwixt”. Menedżerem zespołu był Marek Śledziewski (student łódzkiej PWSTiF), a członkami zespołu byli również Bogdan Wawrzynowicz (gitara basowa), Radosław Maciński (perkusja) i Steven Elery (saksofon). W tym składzie zespół nagrał płytę. Grupa, choć krótko była obecna na polskiej scenie muzycznej, znalazła swoje miejsce w historii rodzimej muzyki rozrywkowej. Na Festiwalu Piosenki Krajów Nadbałtyckich w Karlshamn w 1992 zespół otrzymał nagrodę od dyrekcji festiwalu.
W 1993 z inicjatywy Kostka Joriadisa powstał rockowy zespół Human, w którego składzie znalazł się Gładysz. Z tą kapelą Gładysz nagrał jeden album Earth wydany w 1993. Zespół stał się popularny za sprawą przeboju Polski oraz wydanego na singlu w 1994 utworu Słońce moje. Grupa z dużym powodzeniem koncertowała m.in. na Rock FAMA w Świnoujściu oraz Festiwalu w Jarocinie. Zespół w 1994 się rozpadł.
Gładysz nawiązał współpracę z Edytą Bartosiewicz.
W 2001 wykonał muzykę do Komedii omyłek. W 2003 wraz z Sebastianem Piekarkiem dołączył do rockowego zespołu Ira, z którym nagrał płytę Ogień wydaną w 2004 oraz koncertową Live 15-lecie. W 2005 po odejściu z zespołu grał w zespole Sebastiana Piekarka o nazwie Seba, z którym nagrał płytę „Human” z 2007.
W latach 2001–2011 współpracował z Urszulą. W 2010 ukazała się płyta wokalistki Dziś już wiem, której producentem był Gładysz.
W kolejnych latach Gładysz ponownie zaczął współpracować z Edytą Bartosiewicz, został także członkiem zespołu Wilki.

## Dyskografia oraz występy gościnne
- 1991: Syndia – Syndia
- 1992: Wilki – Wilki
- 1993: Human – Earth
- 1993: Mr. Dance – Pozdrowienia dla Papa Dance
- 1994: Edyta Bartosiewicz – Sen
- 1995: Edyta Bartosiewicz – Szok’n’Show
- 1996: Izabela Trojanowska – Chcę inaczej
- 1996: Kostek Joriadis – Costec
- 1996: Kasia Kowalska – Czekając na...
- 1997: Edyta Bartosiewicz – Dziecko
- 1998: Edyta Bartosiewicz – Wodospady
- 1998: Beata Kozidrak – Beata
- 1998: Maryla Rodowicz – Przed zakrętem
- 1999: Małgorzata Ostrowska – Alchemia
- 2000: Kasia Kowalska – 5
- 2000: Piersi – Pieśni ojczyźniane
- 2002: Budka Suflera – Mokre oczy
- 2002: Urszula – The Best
- 2002: Edyta Bartosiewicz – Niewinność (singel)
- 2003: Seweryn Krajewski – Jestem
- 2004: Ira – Ogień
- 2004: Ira – Live 15-lecie
- 2004: Emilia Majcherczyk Emi
- 2005: Beata Kozidrak – Teraz płynę
- 2007: Seba – Human
- 2008: Pin – Muzykoplastyka
- 2010: Urszula – Dziś już wiem
- 2010: Patrycja Markowska
- 2010: Robert Gawliński – Kalejdoskop
- 2012: Wilki – Światło i mrok
- 2013: Edyta Bartosiewicz – Renovatio
- 2016: Wilki – Przez dziewczyny[8]
- 2022: Wilki – Wszyscy marzą o miłości[9]